# Anna Klamerus-Iwan
Anna Maria Klamerus-Iwan – polska leśnik, doktor habilitowany nauk rolniczych, profesor na Uniwersytecie Rolniczym im. Hugona Kołłątaja w Krakowie, specjalistka od hydrologii leśnej oraz inżynierii leśnej.

## Kariera naukowa
W 2004 roku na Uniwersytecie Rolniczym im. Hugona Kołłątaja w Krakowie uzyskała tytuł magistra inżyniera w zakresie leśnictwa. W 2010 roku na Wydziale Leśnym tej samej uczelni uzyskała stopień doktora nauk rolniczych w zakresie leśnictwa na podstawie rozprawy pt. Intercepcja wybranych gatunków drzew leśnych w warunkach badań laboratoryjnych, której promotorem był Józef Suliński. W tym samym roku została zatrudniona na tejże uczelni, a w 2019 roku uzyskała na jej Wydziale Leśnym stopień doktora habilitowanego nauk rolniczych w dyscyplinie leśnictwa na podstawie pracy pt. Czynniki wpływające na pojemność wodną koron drzew leśnych i zwilżalność materiału roślinnego.